# Notocolpodes euleptus
Notocolpodes euleptus is een keversoort uit de familie van de loopkevers (Carabidae). De wetenschappelijke naam van de soort werd voor het eerst geldig gepubliceerd in 1909 door Charles Alluaud.